# Sloka Gora
Sloka Gora este o localitate din comuna Velike Lašče, Slovenia, cu o populație de 10 locuitori.